# Gyrinus natator
Gyrinus natator là một loài bọ cánh cứng bản địa của Cổ bắc giới, bao gồm châu Âu. Ở châu Âu, nó được tìm thấy ở Áo, Belarus, Quần đảo Anh, Cộng hòa Séc, lục địa Đan Mạch, Estonia, Phần Lan, lục địa Pháp, Đức, Hungary, Cộng hòa Ireland, Latvia, Litva, lục địa Na Uy, Ba Lan, miền trung và miền bắc Nga, Thụy Điển, Thụy Sĩ, Hà Lan, România và Ukraina.

## Hình ảnh

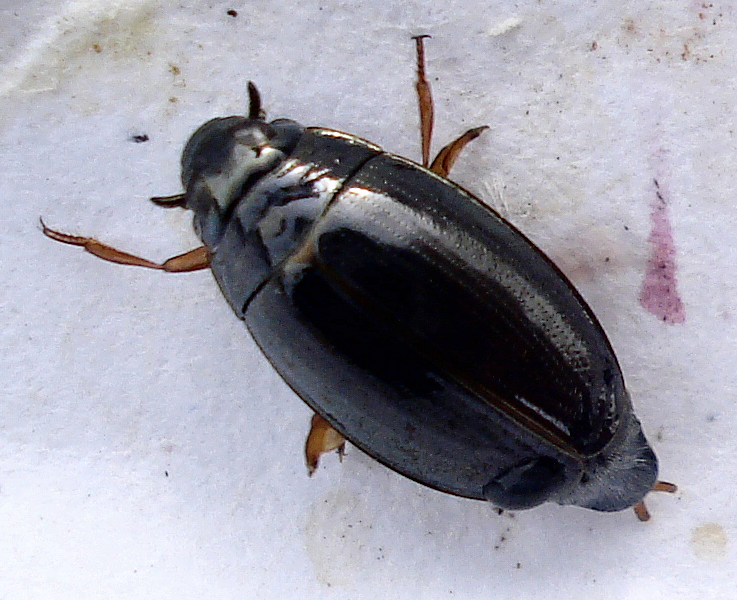
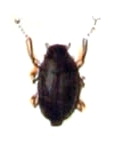
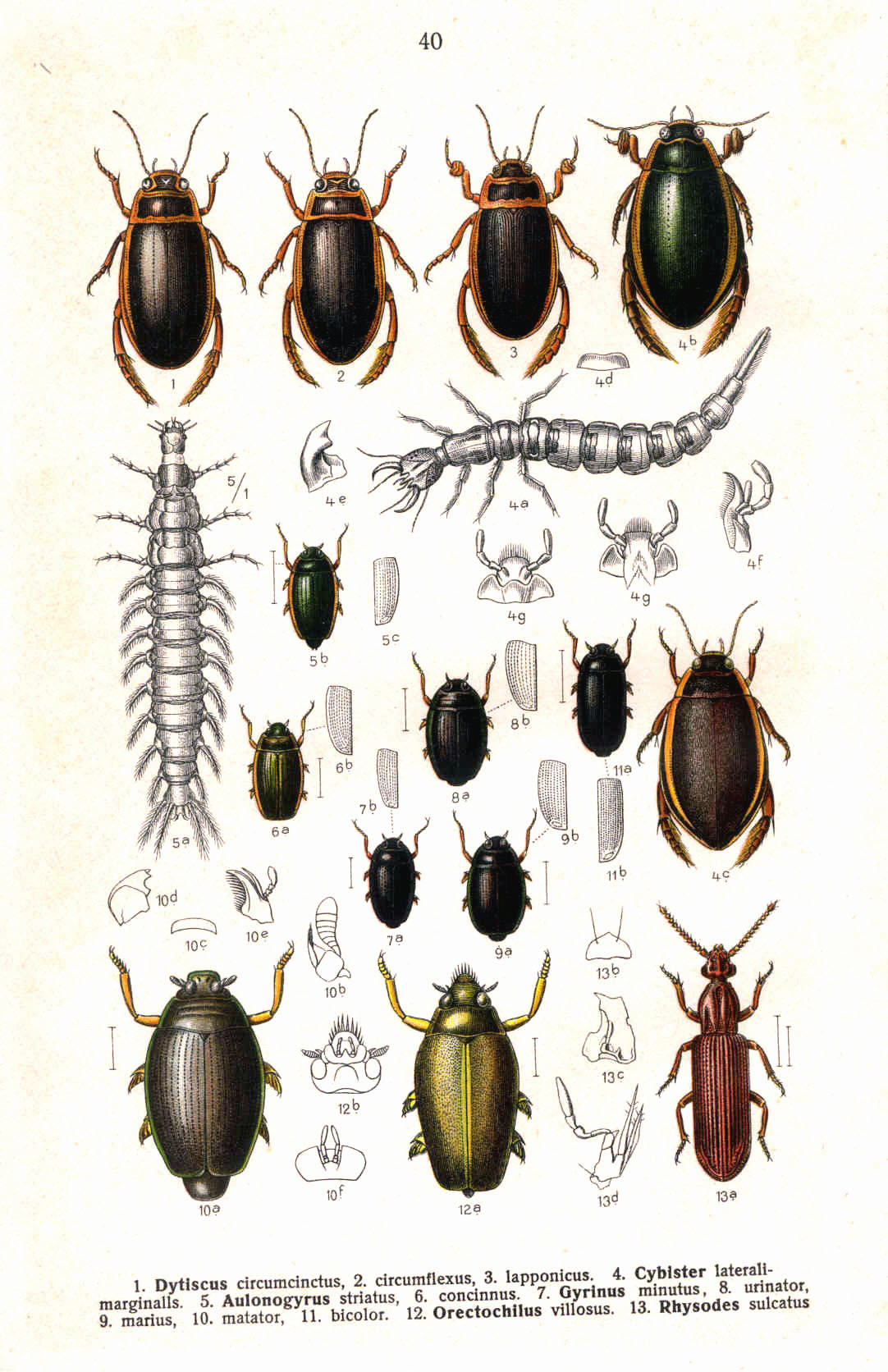
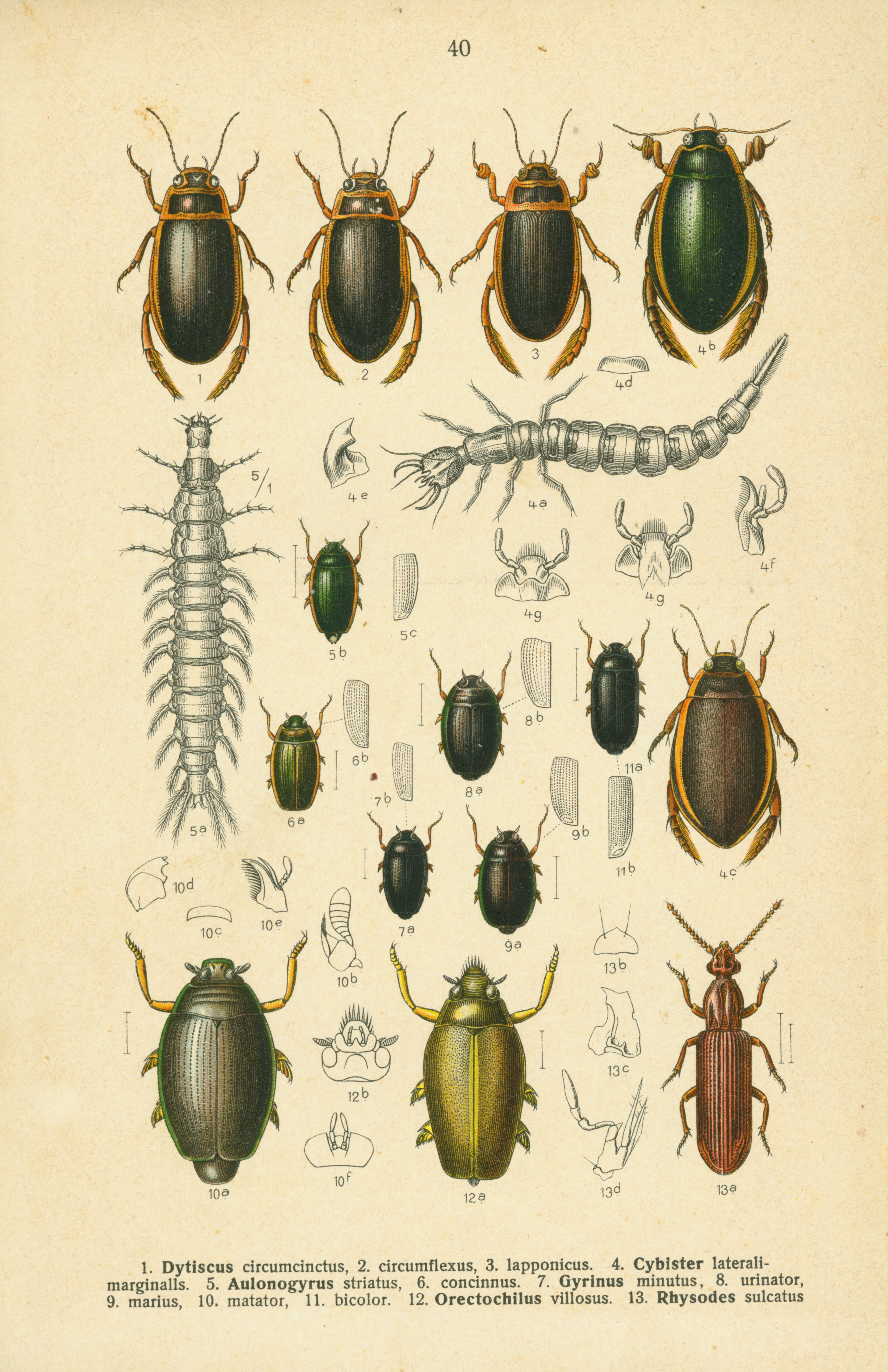